# Thomas Ortega
Thomas Sebástian Ortega (Claypole, 6 dicembre 2000) è un calciatore argentino, difensore dell'Independiente Rivadavia.

## Caratteristiche tecniche
È un terzino sinistro.

## Carriera
Cresciuto nel settore giovanile dell'Independiente, debutta in prima squadra il 9 febbraio 2020 in occasione dell'incontro di Primera División perso 1-0 contro il Racing Club.

## Statistiche

### Presenze e reti nei club
Statistiche aggiornate al 13 luglio 2025.
| Stagione              | Squadra                 | Campionato            | Campionato | Campionato | Coppe nazionali | Coppe nazionali | Coppe nazionali | Coppe continentali | Coppe continentali | Coppe continentali | Altre coppe | Altre coppe | Altre coppe | Totale | Totale |
| Stagione              | Squadra                 | Comp                  | Pres       | Reti       | Comp            | Pres            | Reti            | Comp               | Pres               | Reti               | Comp        | Pres        | Reti        | Pres   | Reti   |
| --------------------- | ----------------------- | --------------------- | ---------- | ---------- | --------------- | --------------- | --------------- | ------------------ | ------------------ | ------------------ | ----------- | ----------- | ----------- | ------ | ------ |
| 2019-2020             | Independiente           | PD                    | 0          | 0          | CA+CM           | 0+6             | 0               | CS                 | 1                  | 0                  | -           | -           | -           | 7      | 0      |
| 2021                  | Independiente           | PD                    | 15         | 0          | CA+CdL          | 0+7             | 0               | CS                 | 5                  | 0                  | -           | -           | -           | 27     | 0      |
| 2022                  | Independiente           | PD                    | 0          | 0          | CA+CdL          | 0+5             | 0               | CS                 | 0                  | 0                  | -           | -           | -           | 5      | 0      |
| Totale Independiente  | Totale Independiente    | Totale Independiente  | 15         | 0          |                 | 18              | 0               |                    | 6                  | 0                  |             | -           | -           | 39     | 0      |
| 2022                  | Instituto (C)           | PBN                   | 6+1        | 0          | -               | -               | -               | -                  | -                  | -                  | -           | -           | -           | 7      | 0      |
| 2023                  | Tristán Suárez          | PBN                   | 23         | 0          | -               | -               | -               | -                  | -                  | -                  | -           | -           | -           | 23     | 0      |
| 2024                  | Tristán Suárez          | PBN                   | 27         | 0          | -               | -               | -               | -                  | -                  | -                  | -           | -           | -           | 27     | 0      |
| Totale Tristán Suárez | Totale Tristán Suárez   | Totale Tristán Suárez | 50         | 0          |                 | -               | -               |                    | -                  | -                  |             | -           | -           | 50     | 0      |
| 2025                  | Independiente Rivadavia | PD                    | 9          | 0          | CA              | 2               | 0               | -                  | -                  | -                  | -           | -           | -           | 11     | 0      |
| Totale carriera       | Totale carriera         | Totale carriera       | 81         | 0          |                 | 20              | 0               |                    | 6                  | 0                  |             | -           | -           | 107    | 0      |